# Krimski Tatari
Krimski Tatari (krimska tatarščina qırımtatarlar, къырымтатарлар) ali Krimci (krimska tatarščina qırımlar, къырымлар) so turška etnična skupina in narod, ki so staroselci Krima. Oblikovanje Krimskih Tatarov se je zgodilo med 13. in 17. stoletjem, predvsem od Kumanov, ki so se na Krimu pojavili v 10. stoletju, z močnim prispevkom vseh ljudstev, ki so se kdaj koli naselili Krim. Krimski Tatari so od leta 2014 uradno priznani kot staroselci Ukrajine. Ruska federacija jih opredeljuje kot 'staroselce', nasprotno 'narodna manjšina'.
Krimski Tatari so predstavljali večino prebivalstva Krima od časa etnogeneze do sredine 19. stoletja in največ etničnega prebivalstva do konca 19. stoletja. Skoraj takoj po ponovnem prevzemu Krima s silami osi je maja 1944, je Državni odbor za obrambo ZSSR odredil izgon vseh Krimskih Tatarov iz Krima, vključno z družinami, ki so služili v sovjetski vojski. Deportiranci so bili z vlaki in tovornjaki prepeljani v osrednjo Azijo, predvsem v Uzbekistan. Od leta 1967 je bilo nekaterim dovoljeno se vrniti, leta 1989 pa je Vrhovni svet Sovjetske zveze odvzel Krimske Tatare iz njihove domovine kot nehumane in brezpravne. Danes Krimski Tatari predstavljajo približno 12 % prebivalstva Krima. V Turčiji in Uzbekistanu ostaja velika diaspora.
Krimski Tatari so od leta 1991 člani Unrepresented Nations and Peoples Organization (UNPO) (Organizacije za nezastopane narode in ljudstva) .

## Porazdelitev
V ukrajinskem popisu leta 2001 se je 248.200 ukrajinskih državljanov opredelilo za Krimske Tatare, od tega 98 % (ali približno 243.400), ki so živeli v Avtonomni republiki Krim . Dodatnih 1800 (ali približno 0,7 %) živi v mestu Sevastopol, tudi na Krimskem polotoku, vendar zunaj meja avtonomne republike.
Približno 150.000 jih je v izgnanstvu v Srednji Aziji, predvsem v Uzbekistanu. Uradno število Krimskih Tatarov v Turčiji je 150.000, nekateri aktivisti pa ocenjujejo, da je ta številka kar 6 milijonov. Aktivisti so to število dosegli tako, da so v Turčijo pripeljali milijon tatarskih priseljencev in to številko pomnožili s stopnjo rojstev v obdobju zadnjih sto let. Krimski Tatari v Turčiji večinoma živijo v provinci Eskişehir, potomci tistih, ki so se izselili v poznem 18., 19. in začetku 20. stoletja. V Dobrudži, regiji Romunije in Bolgarije živi več kot 27.000 Lrimskih Tatarov, večina v Romuniji in približno 3.000 na bolgarski strani meje.

## Sub-etnične skupine
Krimski Tatari so razdeljeni na tri podetnične skupine:
- Taci (da jih ne bi zamenjali z iranskim Tat ljudstvom, ki živijo na območju Kavkaza), ki so pred letom 1944 naselili Krimsko gorovje, so večinoma Kumani, Grki, Goti in drugi ljudje, saj so Tace na Krimu imenovali tudi helenski Urumi (Grki so se naselili na Krimu), ki jih je cesarska Rusija deportirala na območje Mariupolja;
- Jalibojli, ki so živeli na južni obali polotoka;[17]
- Noğaji (ne zamenjujemo jih s sorodnimi Nogajci, ki zdaj živijo na jugu Rusije) - nekdanji prebivalci Krimske stepe.

Zgodovinarji domnevajo, da so bili prebivalci gorskih delov Krima, ki ležijo v osrednjem in južnem delu (Taci) in tistih na južni obali Krima (Jalıbojli), neposredni potomci pontskih Grkov, Armencev, Skitov, Ostrogotov (krimskih Gotov) in Kipčaki skupaj s Kumami, najnovejši prebivalci severne stepe pa predstavljajo potomce črnomorske Nogajske horde, nominalne podložnike krimskega kana. V veliki meri se domneva, da je proces tatarizacije, ki se je večinoma dogajal v 16. stoletju, prinesel občutek kulturne enotnosti z mešanjem Grkov, Armencev, Italijanov in osmanskih Turkov južne obale, Gotov v osrednjih gorah in turško govorečih Kipčakov in Kumanov v stepi in oblikovanju etnične skupine Krimskih Tatarov . Vendar kumanski jezik velja za neposrednega prednika sedanjega jezika Krimskih Tatarov z možnimi vključitvami drugih jezikov, kot je krimska gotika. 
Druga teorija kaže, da Krimski Tatari izvirajo iz valov starodavnih ljudi, Skitov, Grkov, Gotov, Italijanov in Armencev. Ko je Zlata horda napadla Krim v 1230-ih, so se nato pomešali s prebivalstvom, ki se je od 7. stoletja naseljevalo v vzhodni Evropi, vključno s Krimom: Tatari, pa tudi Mongoli in druge turške skupine (Hazari, Pečenegi, Kumani in Kipčaki), kot starodavni.
Mongolsko osvajanje Kipčakov je privedlo do združitve družbe z mongolskim vladajočim razredom nad prebivalci kipčaškega jezika, ki je bil znan kot tatarski in je sčasoma absorbiral druge etnične pripadnosti na krimskem polotoku, kot so Armenci, Italijani, Grki in Goti, da bi oblikovali sodobne Krimske Tatare; do sovjetske deportacije so se krimski Tatari še vedno razlikovali med tatarskimi Kipčaki, Nogajci in "Tat", potomci tatariziranih Gotov in drugih turkificiranih ljudstev.
Goti, Cigani in Grki naj bi bili tudi predniki Tatarov na Krimski obali, medtem ko so bili 'mešani hribovski Tatari' in nazadnje 'Aziati', stepski Tatari .

## Zgodovina

### Izvor
Krim je v svoji zgodovini doživel številne selitvene in osvajalske narode. Turški Kipčaki so na Krimu sledili Tavrom, Grkom, Gotom, Hunom, Sarmatijcem in Skitom. Mongoli, ki so vdrli v ruske kneževine pod Batu kanom, so v svoje sile v 1240-ih vključili Kipčake južno ukrajinskih ravnic. Ta amalgam Mongolov in Kipčkakov, ki so postopoma prešli na islam, je postal znan kot Tatari. Krimski Tatari in sosednje stepe so še naprej prevladovali celo po padcu mongolske vladavine v 1300-ih. Osvoboditev Rusije izpod Zlate horde leta 1480 tudi ni mogla končati njihove moči in do takrat je tatarska rodbina Geraja na Krimu in sosednjem ozemlju že ustanovila neodvisni Krimski kanat. Od takrat se je na Krimskem polotoku začelo in nadaljevalo oblikovanje krimsko-tatarskega ljudstva, kar se je nadaljevalo od 13. do 18. stoletja, predvsem iz Kumanov, z močnimi prispevki vseh ljudstev, ki so kdaj koli naselili Krim.

### Krimski kanat
Krimski Tatari so se pojavili kot narod v času Krimskega kanata, osmanske vazalne države v 15. do 18. stoletju in enega velikih središč trgovine s sužnji Osmanskega cesarstva . Turško govoreče prebivalstvo Krima je islam večinoma sprejelo že v 14. stoletju po spreobrnitvi Uzbeg kana iz Zlate horde. V času prve ruske invazije na Krim leta 1736 so bili kanovi arhivi in knjižnice znani po islamskem svetu, pod kanom Kirim-Gerajem pa je bilo mesto Akmescit (sodobni Simferopol) obdarjeno z vodovodom, kanalizacijo in gledališčem, v katerem je Molière upodabljal v francoščini, medtem ko se pristanišče Gözleve (sodobna Jevpatorija) primerja z Rotterdamom, Bahčisaraj pa je bil opisan kot najčistejše in najbolj zeleno mesto v Evropi .
Glavno prebivalstvo Krimskega kanata so bili Krimski Tatari, skupaj z njimi pa so živele pomembne skupnosti Karaitov, Italijanov, Armencev, Grkov, Črnjakov in Ciganov. V začetku 16. stoletja, pod vladavino krimskih kanov, je prišel del Nogajcev (Mangic), ki so pohajkovali zunaj Krimskega polotoka, in se selijo tja v obdobjih suše in stradanja. Večina prebivalstva je v 16. stoletju sprejela islam, del prebivalstva so bili pravoslavni, monoteisti in Judje. Obstajale so majhne katoliške skupnosti. Krimsko-tatarsko prebivalstvo Krimskega polotoka je bilo delno oproščeno davkov. Grki so plačevali dzhiziya, Italijani so bili v privilegiranem položaju zaradi delnih davčnih olajšav med vladavino Mengli Geraja I.. Do 18. stoletja je imel Krimski kanat približno 500 tisoč prebivalcev. 
Krimski Tatari so bili do začetka 18. stoletja znani po pogostih, v nekaterih obdobjih skoraj vsakoletnih uničujočih vpadih v Ukrajino in Rusijo. Krimski kanat je dolgo, vse do poznega 18. stoletja, ohranjal obsežno trgovino s sužnji z Osmanskim cesarstvom in na Bližnjem vzhodu, kar je bil eden pomembnih dejavnikov njegovega gospodarstva. Med najpomembnejšimi uvoznimi trgovskimi pristanišči je bilo Kefe (sodobna Feodozija) .  Po osmanskem popisu iz leta 1526 so davki na prodajo in nakup sužnjev predstavljali 24 % sredstev, ki so jih na Osmanskem Krimu odmerjali za vse dejavnosti . A v resnici so bili vedno majhni napadov v obeh smereh s strani Tatarov in Kozakov.  Sužnji in osvobojenci so tvorili približno 75 % krimskega prebivalstva . Osmanski pisatelj in popotnik iz 17. stoletja Evlija Čelebi je ocenil, da je bilo na Krimu približno 400.000 sužnjev in le 187.000 svobodnih muslimanov. Kljub temu po zanesljivejših sodobnih virih sužnji nikoli niso predstavljali znatnega dela krimskega prebivalstva . Ruski profesor Glagolev piše, da je bilo v Krimskem kanatu leta 1666 1.800.000 svobodnih Krimskih Tatarov, omeniti je treba tudi, da je bil velik del Ukrajine del Krimskega kanata, zato so Ukrajinci upoštevani v splošno prebivalstvo kanata.
Nekateri raziskovalci ocenjujejo, da je bilo v času Krimskega kanata zajetih in zasužnjenih več kot 2 milijona ljudi. Poljski zgodovinar Bohdan Baranowski je domneval, da je v 17. stoletju poljsko-litovska skupnost (območje današnje Litve, Poljske, Ukrajine in Belorusije) izgubila v povprečju 20.000 ljudi letno in kar milijon v vseh letih skupaj od leta 1500 do 1644 . V maščevanje so dežele Krimskih Tatarov napadli Zaporoški kozaki, oboroženi ukrajinski konjeniki, ki so branili stepsko mejo - Divja polja - pred tatarskimi suženjskimi pohodi in pogosto napadali in ropali dežele osmanskih Turkov in Krimskih Tatarov. Donski kozaki in kalmiški Mongoli so tudi uspeli vdreti v deželo Krimskih Tatarov. Zadnji največji napad pred rusko-turško vojno 1768–74, se je zgodil med vladanjem Petra Velikega (1682–1725). Vendar so se kozaški napadi nadaljevali tudi po tem času; osmanski veliki vezir se je leta 1761 ruskemu konzulu pritožil zaradi napadov na Krim in Özi (sodobni Očakiv). Leta 1769 je zadnji veliki tatarski napad, ki se je zgodil med rusko-turško vojno, zajel 20.000 sužnjev.
Kljub temu pa so nekateri zgodovinarji (na primer ruski zgodovinar Valerij Vozgrin ali poljski zgodovinar Oleksa Gayvoronski) prepričani, da o vlogi trgovine z sužnji v gospodarstvu Krimskega kanata sodobni zgodovinarji močno pretiravajo in rastoča ekonomija ni nič drugega kot zgodovinska mit . Po sodobnih raziskavah je vodilni položaj v gospodarstvu zasedala živinoreja, Krimski kanat je bil eden glavnih dobaviteljev pšenice za Osmansko cesarstvo. Razvili se je tudi vinogradništvo in vinarstvo in vrtnarjenje. Kanovemu dvoru je velik dohodek prineslo rudarjenje soli.

### V Ruskem imperiju
V rusko-turški vojni (1768–74) so Rusi porazili Osmane; v skladu s Kučukkajnardžijskim mirom (1774), podpisanim po vojni, pa se je Krim osamosvojil, Osmanlije pa so se odrekli politični pravici do zaščite Krimskega kanata. Po obdobju političnih nemirov na Krimu je Rusija kršila pogodbo in leta 1783 anektirala Krimski kanat. Po aneksiji so začeli bogatejše Tatare, ki so v druge dele Črnega morja izvažali pšenico, meso, ribe in vino, izganjati in so se preselili v Osmansko cesarstvo. Leta 1812 so sledili nadaljnji izgoni zaradi strahu pred zanesljivostjo Tatarov zaradi Napoleonovega napredovanja. Zlasti krimska vojna 1853–1856, zakoni 1860–63, carska politika in rusko-turška vojna (1877–78) so povzročili eksodus Tatarov; 12.000 vkrcanih zavezniških ladij v Sevastopolu, da bi se izognili uničenju granat, je bila ruska vlada označena kot izdajalci. Od skupaj 300.000 iz Tauridskega governorata se je izselilo približno 200.000 Krimskih Tatarov . V procesu izseljevanja je umrlo veliko Krimskih Tatarov, med njimi tudi tisti, ki so utonili med prečkanjem Črnega morja. Danes potomci teh tvorijo krimsko tatarsko diasporo v Bolgariji, Romuniji in Turčiji.
Ismail Gasprali (1851–1914) je bil znan krimsko-tatarski intelektualec, ki je vplival na nacionalistična gibanja tega obdobja, katerih prizadevanja so postavila temelje za posodobitev muslimanske kulture in nastanek krimsko-tatarske nacionalne identitete. Dvojezični krimski tatarsko-ruski časopis Terciman-Perevodčik, ki ga je objavljal v letih 1883–1914, je deloval kot izobraževalno orodje, s katerim je nastala nacionalna zavest in moderno razmišljanje med celotnim turško govorečim prebivalstvom Ruskega imperija.
Po ruski revoluciji leta 1917 je ta nova elita, v kateri sta bila Noman Çelebicihan in Cafer Seydamet, razglašena za prvo demokratično republiko v islamskem svetu, ki je bila 26. decembra 1917 imenovana Krimska ljudska republika. Vendar je bila ta republika kratkotrajna in jo je ukinila boljševiška vstaja januarja 1918.

### V Sovjetski zvezi (1917–1991)
Kot del ruske lakote iz leta 1921 je polotok zelo trpel. Več kot 100.000 Krimskih Tatarov je stradalo do smrti in več deset tisoč jih je zbežalo v Turčijo ali Romunijo. Med kolektivizacijo v letih 1928–29 je bilo več tisoč deportiranih ali ubitih. Politika 'kolektivizacije' sovjetske vlade je v letih 1931–33 pripeljala do velike lakote v državi. Med Stalinovo veliko čistko so bili državni uradniki in intelektualci, kot sta Veli Ibraimov in Bekir Çoban-zade, zaprti ali usmrčeni zaradi različnih obtožb.
Maja 1944 je bilo celotno krimsko-tatarsko prebivalstvo Krima na ukaz Josipa Stalina, generalnega sekretarja Komunistične partije Sovjetske zveze in predsednika Državnega odbora za obrambo ZSSR izgnano v Srednjo Azijo, predvsem v Uzbekistan. Čeprav je veliko število Krimskih Tatarov med vojno služilo v Rdeči armadi in sodelovalo v partizanskem gibanju na Krimu, je bil obstoj tatarske legije v nacistični vojski in sodelovanje krimsko-tatarskih verskih in političnih voditeljev s Hitlerjem med nemško okupacijo Krima, sovjetskemu vodstvu opravičilo, da je celotno krimsko-tatarsko prebivalstvo obtožilo, da je sodelovalo z nacisti. Začeli so načrtovati preventivno odpravo takih potencialnih rekrutov za mitično »peto kolono razdiralcev, teroristov in vohunov«. (Hagenloh, 2000; Shearer, 2003). Med letoma 1917 in 1933 je bilo 150.000 Tatarov - približno 50 % prebivalstva - bodisi ubitih bodisi izgnanih s Krima .
Nekateri sodobni raziskovalci trdijo, da je geopolitični položaj Krima podpiral sovjetsko dojemanje Krimskih Tatarov kot potencialne grožnje . To prepričanje deloma temelji na analogiji s številnimi drugimi primeri deportacij ne-Rusov z obmejnih ozemelj, pa tudi na dejstvu, da je bilo s Krima odstranjeno tudi drugo ne-rusko prebivalstvo, kot so Grki, Armenci in Bolgari.
Vseh 240.000 Krimskih Tatarov je bilo od 17. do 18. maja 1944 množično deportirano v obliki kolektivne kazni kot 'posebni naseljenci' v Uzbekistansko Sovjetsko socialistično republiko in druge oddaljene dele Sovjetske zveze . Ta dogodek se v krimsko-tatarskem jeziku imenuje Sürgün; maloštevilni, ki so pobegnili, so bili ustreljeni ali utopljeni na baržah, v nekaj mesecih pa jih je polovica umrla zaradi mraza, lakote, izčrpanosti in bolezni. Mnogi od njih so bili v sovjetskem sistemu gulag ponovno nameščeni kot prisilni delavci .

### Po ukrajinski neodvisnosti
Danes se je več kot 250.000 Krimskih Tatarov vrnilo v svojo domovino, kjer so se borili za ponovno vzpostavitev svojega življenja in uveljavljanje svojih nacionalnih in kulturnih pravic pred številnimi socialnimi in gospodarskimi ovirami. Tretjina jih je ateistov in več kot polovica tistih, ki menijo, da so verni, jih tega ne prakticira.

### Krimska kriza 2014
Po novicah o referendumu o neodvisnosti Krima, ki je bil 16. marca 2014 organiziran s pomočjo Rusije, je vodstvo Kurultai izrazilo zaskrbljenost zaradi ponovnega preganjanja, kot je to komentiral ameriški uradnik pred obiskom skupine ZN za človekove pravice na polotoku . Obenem je bil Rustam Minihanov, predsednik Tatarstana, napoten na Krim, da bi odpravil pomisleke Krimskih Tatarov in opozoril, da so »ukrajinski voditelji »v 23 letih osamosvojitve Ukrajine Krimske Tatare uporabljali kot marionete v svojih političnih igrah brez da bi jim dali kakršnokoli oprijemljivo povračilo«. Vprašanje preganjanj Krimskih Tatarov s strani Rusije se od takrat redno postavlja na mednarodni ravni .
18. marca 2014 je bil dan, ko je Rusija priključila Krim, krimska tatarščina pa razglašena za enega od treh uradnih jezikov Krima. Napovedano je bilo tudi, da bodo Krimski Tatari morali odstopiti od obalnih dežel, na katera so čakali od vrnitve na Krim v začetku 1990-ih, in jim dati zemljišče drugje na Krimu. Krim je izjavil, da potrebuje opuščeno zemljišče za 'družbene namene', saj del te zemlje zasedajo krimski Tatari brez pravnih dokumentov o lastništvu . Razmere so bile posledica nezmožnosti ZSSR (in kasneje Ukrajine), da Tatarom vrnejo zemljišča, ki so bila v lasti pred deportacijo, ko so se ti ali njihovi potomci vrnili iz Srednje Azije (predvsem Uzbekistana). Posledično so se Krimski Tatari naselili kot skvoterji in zasedli zemljišča, ki so bila in še vedno niso registrirana na zakonit način.
Nekateri krimski Tatari so zaradi krimske krize zbežali v celinsko Ukrajino - po ocenah okoli 2000 do 23. marca. [93] 29. marca 2014 je urgentni sestanek predstavniškega organa Krimskih Tatarov, Kurultai, glasoval za iskanje »etnične in teritorialne avtonomije« Krimskih Tatarov s »političnimi in pravnimi« sredstvi. Sestanka sta se udeležila vodja republike Tatarstan in predsednik Ruskega sveta Muftis. Do nadaljnje razprave so bile odložene odločitve o tem ali bodo Tatari sprejeli ruske potne liste in ali bo želena avtonomija znotraj ruske ali ukrajinske države.
Mejlis deluje zasilno v Kijevu.
Med okupacijo Krima s strani Ruske federacije Krimske Tatare domnevno preganjajo in diskriminirajo ruske oblasti, vključno s primeri mučenja, samovoljnih pridržanj, prisilnih izginotij s strani ruskih varnostnih sil in sodišč .
12. junija 2018 je Ukrajina na Mednarodno sodišče OZN vložila memorandum, sestavljen iz 17.500 strani besedila v 29 zvezkih o rasni diskriminaciji Krimskih Tatarov s strani ruskih oblasti na okupiranem Krimu in državnem financiranju terorizma Ruske federacije v Donbasu.

## Politične stranke Krimskih Tatarov

### Narodnostno gibanje Krimskih Tatarov
Nacionalno gibanje Krimskih Tatarov je ustanovil krimsko-tatarski borec za državljanske pravice Jurij Osmanov v času sovjetske dobe. Uradni cilj gibanja v sovjetski dobi je bila obnovitev Krimske SSSR po leninističnem načelu nacionalne avtonomije za titularne avtohtone prebivalce v njihovi domovini, ki so bili v nasprotju z željami neodvisne tatarske države, predhodnice Mejilis . Ustanovitelj organizacije Jurij Osmanov je bil do Džemileva zelo kritičen, češ da predhodnik Mejilisa, ni dovolj poskušal odpraviti etničnih napetosti na Krimu. Vendar je gibanje zgubilo na priljubljenosti po umoru Jurija Osmanova.

### Mejlis
Leta 1991 je krimsko-tatarsko vodstvo ustanovilo Kurultai ali parlament, da bi delovalo kot reprezentativno telo Krimskih Tatarov, in bi lahko naslovili pritožbe na ukrajinsko centralno vlado, krimsko vlado in mednarodne organe . Mejlis krimsko-tatarskega ljudstva je izvršni organ Kurultaija.
Od 1990-ih do oktobra 2013 je bil politični vodja Krimskih Tatarov in predsednik Mejlisa krimsko-tatarskega ljudstva nekdanji sovjetski disident Mustafa Džemilev. Od oktobra 2013 je predsednik Mejlisa krimsko-tatarskega ljudstva Refat Čubarov .
Po ruski aneksiji Krima leta 2014 so ruske oblasti Mejlis krimsko-tatarskega ljudstva razglasile za skrajno organizacijo in ga 26. aprila 2016 prepovedale.